# Regeringen Bluhme II
Regeringen Bluhme II var Danmarks regering mellan 11 juli 1864 och 6 november 1865.
Konseljpresident
- Christian Albrecht Bluhme

Utrikesminister
- Christian Albrecht Bluhme

Finansminister
- Christian Nathan David

Inrikesminister
- Frederik Ferdinand von Tillisch

Justitieminister
- Eugenius Sophus Ernst Heltzen till 30 mars 1865, därefter vikarierade George J. Quaade mellan 30 mars och 7 april 1865, då Christian Jacob Cosmus Bræstrup tog över

Kyrko- och undervisningsminister 
- Eugenius Sophus Ernst Heltzen till 30 mars 1865, därefter vikarierade George J. Quaade mellan 30 mars och 7 april 1865, då Christian Jacob Cosmus Bræstrup tog över

Krigsminister
- Christian Frederik von Hansen

Marinminister
- Otto Hans Lütken

Minister över Slesvig
- Christian Gottfried Wilhelm Johansen, till 18 november 1864, då området till följd av freden i Wien inte längre tillhörde Danmark

Minister över Holstein och Lauenborg
- Christian Albrecht Bluhme, till 16 november 1864, då området till följd av freden i Wien inte längre tillhörde Danmark

Minister utan portfölj:
- George J. Quaade till 13 maj 1865, därefter Carl Moltke till 5 juli 1865